# Pirates cilicis
Els pirates cilicis era la gent que practicava la pirateria als segles ii i i aC, bona part dels quals eren de Cilícia i regions properes o hi tenien les seves bases. La seva acció va començar a mitjan segle ii quan es va afluixar el control selèucida per les guerres civils entre pretendents. Els romans tenien una forta demanda d'esclaus per les seves plantacions i els pirates els en proveïen especialment al port franc de Delos (en un sol dia es va arribar a negociar la venda de deu mil esclaus). De fet els romans no feien res per combatre els pirates. El pretor Marc Antoni, l'orador ja va ser enviat contra ells l'any 104 aC però la seva campanya no va ser gaire enèrgica.
Les illes Balears, Creta i algunes illes gregues es van convertir en centres dels pirates, i especialment la Cilícia occidental. Les guerres Mitridàtiques (període 89-82 aC) que van mantenir ocupats als romans, van afavorir l'expansió de la pirateria. Els vaixells amb valuosos carregaments eren capturats. Les càrregues eren el botí, i els tripulants eren venuts, menys els rics que podien obtenir la llibertat a canvi d'una forta quantitat. Juli Cèsar per exemple va ser fet presoner però alliberat a canvi de 25 kg de plata. L'any 75 aC va ser capturat altre cop i orgullosament va fixar el seu rescat en el doble del que els pirates demanaven però va prometre castigar els seus capturadors, i una vegada alliberat va anar a la zona amb uns vaixells, va agafar els pirates i més tard els va crucificar a Pèrgam.
Cap a l'any 78 aC Publi Servili Vàtia Isàuric va ser enviat contra els pirates a Cilícia, els va derrotar i va deixar netejada Lícia i Pamfília (77 aC) entrant a Cilícia el 76 aC. Es disposava a atacar el centre pirata de Coracesi (moderna Alanya), quan va tornar a esclatar la guerra amb Mitridates VI Eupator (73-63) que ho va impedir.
L'any 74 aC va ser enviat contra els pirates de Creta, que s'havien sobrepassat en les seves activitats, Marc Antoni Crètic, fill del pretor del mateix nom que els havia combatut el 104 aC i pare del futur triumvir Marc Antoni. En una campanya els va expulsar de la Mediterrània occidental i va desembarcar a Creta l'hivern del 72 al 71 aC però va ser derrotat i va morir poc després i la guerra no es va continuar, en mig de la guerra amb Mitridates.
En aquestos anys els pirates van negociar amb Espàrtac el cap rebel dels esclaus italians, que volien naus per sortir del país, i naus de pirates cilicis van atacar les costes italianes. Roma va suposar que els pirates eren aliats objectius o subjectius de Mitridates i altres enemics de l'estat, i va decidir posar fi a l'amenaça.
Un dels cònsols, Quint Cecili Metel, va ser enviat a Creta amb tres legions (69 aC). Va conquerir l'illa i la va declarar província romana (67 aC). El mateix any a proposta del tribú Aule Gabini es van donar poder al general Gneu Pompeu per la lluita contra els pirates de Cilícia que atacaven els vaixells amb subministrament per a Roma (Lex Gabínia de pirates). Pompeu va rebre 20 legions i 500 vaixells i imperium per un territori fins a 75 km cap a l'interior. A Cilícia, Pompeu va ocupar Coracesi i després va ocupar les fortaleses de muntanya i en tres mesos va dominar el país. Després de les primeres actuacions de Pompeu el preu del gra a Roma, que havia pujat desmesuradament, va baixar considerablement. Pompeu va dividir la Mediterrània en 13 seccions cadascuna sota un llegat, amb una força mòbil de 6 vaixells per secció. En 40 dies va netejar la Mediterrània i els pirates es van retirar cap als reductes de les illes gregues. Pompeu els va establir en noves ciutats i els va donar una nova vida per evitar que haguessin de continuar dedicats a la pirateria.
Com que la guerra s'havia acabat ràpidament i els poders de Pompeu eren per tres anys, el tribú Gai Manili va proposar que es fes càrrec de la guerra contra Mitridates en substitució de Lucul·le (que havia patit una derrota a Zela. Pompeu va acabar la guerra l'any 65 aC i tot seguit va anar a Judea on el 63 aC va entrar a Jerusalem. Al seu retorn a Itàlia va passar per Creta.